# Angela Nicole Walker
Angela Nicole Walker (19 de janeiro de 1974) é uma ativista americana, motorista profissional e sindicalista. Walker foi a candidata à vice-presidência do Partido Verde dos Estados Unidos e do Partido Socialista dos Estados Unidos para a eleição de 2020 ao lado do candidato à presidência Howie Hawkins. Ela foi anteriormente a candidata à vice-presidência do Partido Socialista dos EUA para as eleições de 2016 ao lado da candidata presidencial Mimi Soltysik. Walker concorreu anteriormente em 2014 como socialista independente para xerife do condado de Milwaukee, Wisconsin. Em maio de 2020, o candidato do Partido Verde, Howie Hawkins, anunciou que Walker era sua escolha para companheiro de eleição.

## Política
Walker se descreve como uma socialista na tradição de Fred Hampton e Assata Shakur.

## Juventude
Angela Walker nasceu e foi criada em Milwaukee, Wisconsin, onde morou principalmente no bairro de Northside, no centro da cidade. Walker se formou na Bay View High School. Enquanto estava no colégio, Walker ajudou a organizar os alunos em apoio a um curso de História Negra em Bay View, que foi um sucesso. Ela estudou história na University of North Florida, mas desistiu no último ano porque "poderia ganhar mais dinheiro como motorista de ônibus do que como professora".

## Carreira
Walker trabalhou por dois anos como motorista da Greyhound Lines. Descrevendo a sua vida como uma "odisseia", Walker mudou-se para a Carolina do Norte , onde se casou e voltou para a Flórida. Ela voltou para Milwaukee em 2009 e foi contratada como motorista para o Milwaukee County Transit System.
Em 2011, ela se tornou diretora legislativa local na União de Trânsito Amalgamado (ATU), que representava os motoristas do sistema de trânsito; a sua posição coincidiu com a ascensão do anti-sindicato Tea Party e a eleição de Scott Walker como 45º governador de Wisconsin. Angela Walker era ativa no movimento Occupy, que o ATU apoiava. Ela deixou o cargo de diretora legislativa em outubro de 2013.
Walker trabalhou como motorista por mais de 14 anos. Walker atualmente trabalha como motorista de caminhão basculante.

### Campanha do xerife
Em 2014, Walker concorreu contra o atual democrata e analista da Fox News David A. Clarke Jr. Durante a sua campanha para xerife em Milwaukee, Walker pediu o fim do encarceramento em massa, despejos e policiamento anti-imigrante. Ela recebeu aproximadamente 20 por cento dos votos.

## Campanhas vice-presidenciais

### Campanha 2016
Em março de 2016, Walker afirmou que havia sido recrutada para ser a candidata a vice-presidente do Partido Socialista dos EUA pela sua futura companheira de eleição ao cargo, Mimi Soltysik, após a sua campanha para xerife. Walker e Soltysik foram indicados na Convenção Nacional do Partido Socialista na cidade natal de Walker, Milwaukee, Wisconsin, em outubro de 2015. Soltysik-Walker apareceu no boletim de votp no Colorado, Guam e Michigan, bem como em candidatos oficiais em muitos outros estados durante as eleições gerais.

### Campanha de 2020
Em 5 de maio de 2020, o candidato presidencial do Partido Verde e indicado à presidência do Partido Socialista dos EUA, Howie Hawkins, anunciou que Walker havia aceite a sua oferta para ser seu companheiro de corrida às eleições. Em 11 de julho, Walker foi formalmente indicada como candidato a vice-presidente do Partido Verde. Ela é a segunda candidata afro-americana a vice-presidente do Partido Verde e a primeira do estado da Carolina do Sul.

## Vida pessoal
Walker é vegetariana e bissexual.

## História eleitoral

### Eleição de 2016
| Resultados das eleições presidenciais dos Estados Unidos de 2016 Nomeado pelo Partido Socialista para Vice-Presidente | Resultados das eleições presidenciais dos Estados Unidos de 2016 Nomeado pelo Partido Socialista para Vice-Presidente | Resultados das eleições presidenciais dos Estados Unidos de 2016 Nomeado pelo Partido Socialista para Vice-Presidente | Resultados das eleições presidenciais dos Estados Unidos de 2016 Nomeado pelo Partido Socialista para Vice-Presidente |
| Estado ou Território                                                                                                  | Por cento | Total de votos | Na Cédula ou Escrita                                                                                                  |
| --- | --- | --- | --- |
| Guam | 4,22% | (1.357) | Na cédula |
| Michigan | 0,05% | 2.209 | Na cédula |
| Colorado | 0,01% | 271 | Na cédula |
| Texas | <0,01% | 72 | Escrito |
| Indiana | <0,01% | 57 | Escrito |
| Nova york | <0,01% | 36 | Escrito |
| Wisconsin | <0,01% | 33 | Escrito |
| Espalhamento | n/d | 15 | Escrito |
| Total | Total | 2.693 (4.050) | 2.693 (4.050) |